# Powszechna deklaracja praw człowieka
Powszechna Deklaracja Praw Człowieka (ang. Universal Declaration of Human Rights, fr. La Déclaration universelle des droits de l'homme, hiszp. Declaración Universal de los Derechos Humanos, ros. Всеобщая декларация прав человека Wsieobszczaja diekłaracyja praw czełowieka) – zbiór praw człowieka i zasad ich stosowania uchwalony przez Zgromadzenie Ogólne ONZ rezolucją 217/III A w dniu 10 grudnia 1948 roku w Paryżu. W następstwie tego historycznego wydarzenia Zgromadzenie Ogólne wezwało państwa członkowskie do opublikowania tekstu Deklaracji i do „spowodowania, aby Deklaracja była rozpowszechniana, pokazywana, czytana i objaśniana przede wszystkim w szkołach i innych instytucjach oświatowych, wszędzie bez względu na status polityczny kraju lub terytorium”.
Dla ułatwienia dostępu jak największej liczbie osób treść Deklaracji jest przekładana na różne języki świata. Witryna ONZ zawiera 577 wersji językowych.

## Historia

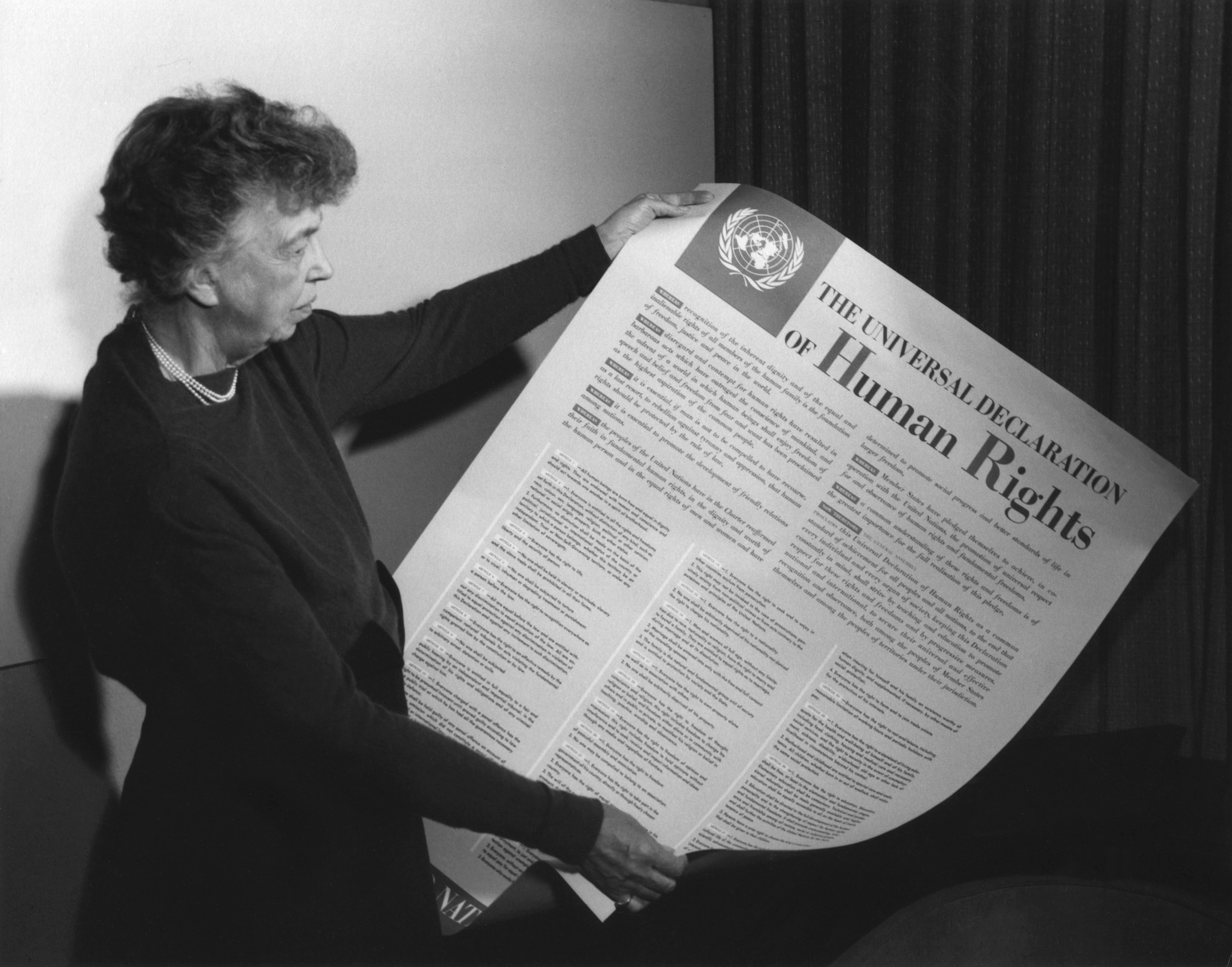
Eleanor Roosevelt z Powszechną deklaracją praw człowieka

Na jej uchwaleniu zaważyły wydarzenia II wojny światowej. Kiedy zbrodnie nazistowskich Niemiec wyszły na jaw, uznano, że Karta Narodów Zjednoczonych jedynie ogólnie formułuje prawa człowieka, dlatego też na konferencji w San Francisco wysunięto propozycję utworzenia karty praw człowieka, której opracowaniem zająć się miała Komisja Praw Człowieka powołana przez Radę Gospodarczą i Społeczną. Prace rozpoczęły się w 1945 r. Główne role w tworzeniu Deklaracji odegrali: Kanadyjczyk John Peters Humphrey (wówczas dyrektor Wydziału Praw Człowieka w Sekretariacie ONZ), Francuz René Cassin, Amerykanka Eleanor Roosevelt, Libańczyk Charles Malik oraz Chińczyk Peng-chun Chang. Deklarację przyjęto bez głosu sprzeciwu.
Spośród 58 państw członkowskich ONZ osiem wstrzymało się od głosu: RPA, w której panowała polityka apartheidu, Arabia Saudyjska, protestując przeciw równości kobiet i mężczyzn. Jemen i Honduras w ogóle nie wzięły udziału w głosowaniu.
Delegacje krajów socjalistycznych: ZSRR (posiadającego w sumie trzech członków ONZ włącznie z Ukrainą i Białorusią) oraz Czechosłowacji, Polski i Jugosławii odmówiły zgody na pojęcie powszechności praw człowieka.
Kraje socjalistyczne miały zastrzeżenia do deklaracji z kilku powodów: brak uwzględnienia walki z faszyzmem i zakazu propagandy faszystowskiej, brak definicji takich pojęć jak „państwo demokratyczne” czy „zasady demokratyczne”, niewystarczający katalog praw społeczno-ekonomicznych, brak sformułowania zasady suwerenności państw i nieingerowania w sprawy wewnętrzne państw, oraz brak regulacji obowiązków jednostki wobec społeczeństwa i państwa. Te zastrzeżenia zostały przedstawione już w Komisji Praw Człowieka.
Powszechną deklarację praw człowieka można uznać za pierwsze znaczące dokonanie ONZ w dziedzinie ochrony praw człowieka. Na pamiątkę jej uchwalenia 10 grudnia obchodzony jest jako Dzień Praw Człowieka, zaś dla uczczenia 20 rocznicy tego wydarzenia ogłoszono rok 1968 jako Międzynarodowy Rok Praw Człowieka.
Z okazji 50-lecia uchwalona została Deklaracja w sprawie praw i odpowiedzialności jednostek, grup i organów społeczeństwa za promowanie i ochronę powszechnie uznanych praw człowieka i podstawowych wolności.

## Charakter prawny
W momencie powstania deklaracja była jedynie standardem – jako rezolucja Zgromadzenia Ogólnego nie tworzyła prawa międzynarodowego ani nie miała wiążącego charakteru. W obecnej chwili większość prawników zajmujących się prawem międzynarodowym uważa ją za prawo zwyczajowe, z czego wnioskują oni jej powszechne obowiązywanie. Na bazie Deklaracji w 1966 roku uchwalono Międzynarodowe Pakty Praw Człowieka.